# Luquiano
Luquiano (oficialmente Lukiano) es un concejo del municipio de Zuya, en la provincia de Álava, País Vasco (España).

## Toponimia
Aparece recogido como Luquiano ya en un documento de 1257, Luquino en 1295 y ya Luquiano en 1551, en el libro de visitas del Licenciado Martín Gil.

## Despoblados
Forma parte del concejo los despoblados de:
- Echábarri.[2]
- Santo Tomás.[3]

Forma parte del concejo una fracción del despoblado de:
- Urabiano.[4]

## Historia
Existió en el concejo la torre de Echávarri-Zárate, posteriormente relacionados con la casa de Mendarózqueta. Su padre Juan Bautista Rodríguez de Mendarózqueta continuó como dueño y señor de la casa torre.  
También cerca del concejo se conoce la existencia de la torre de los Guereña en el paraje conocido como la Encontrada, sobre cuyos restos se contruyó un caserío. En el entorno, se conserva un puente de piedra del siglo XVIII y restos de los muros y presa de la antigua ferrería junto al río Bayas.

## Demografía
| Gráfica de evolución demográfica de Luquiano entre 2000 y 2019 |
|                                                                |
| Población de derecho según los censos de población del INE.    |

## Cultura

### Patrimonio material
- Iglesia parroquial de San Juan Bautista. Posee un retablo mayor churrigueresco de 1752. La torre de la iglesia es de dos cuerpos, datando de la primera mitad del siglo XIX.[10][11]
- Torre de la Encontrada. Situada cerca de la localidad, de ella se conservan apenas algunos muros ruinosos. En esta casa torre estuvo secuestrada  Blanca I de Navarra, tomando la torre el nombre de La Encontrada debido a que los navarros formaron una expedición para rescatar a su reina y la encontraron en esta torre de Luquiano.[12]Este lugar es el marco de la leyenda en la cual, huida doña Blanca de Navarra de la ira de su padre Juan II de Aragón por apoyar a su hermano Carlos de Viana en la disputa dinástica del trono navarro, fue hallada en la torre por este último, al grito de "¡Encontrada!".[13]
- Casa Nikosarri 2.[14]
- Bolera.[15]
- Centro Social.
- Fuente de 1896, lavadero y abrevadero.[16]
- Fuente-abrevadero.[17]
- Dos abrevaderos.[18][19]
- Puente Mayor sobre el río Bayas.[20]
- Molino junto al río Bayas.[21]

### Patrimonio inmaterial
- 24 de junio (San Juan Bautista).

## Personajes ilustres
- Francisco Rodríguez de Mendarózqueta, que llegó a ser obispo de Sigüenza.
- Juan Ortiz de Zárate, que fundó una capellanía de 208 misas en la parroquia de Luquiano, falleciendo en 1721.